# 1962 في الأرجنتين
فيما يلي قوائم الأحداث التي وقعت خلال عام 1962 في الأرجنتين.

## سياسة

### تعيين في المنصب
- 29 مارس – خوسيه ماريا غيدو رئيس الأرجنتين.

### انتهاء فترة المنصب
- 29 مارس – آرتورو فرونديزي رئيس الأرجنتين.
- 30 مارس – خوسيه ماريا غيدو عضو مجلس الشيوخ الأرجنتيني.

## مواليد

### يناير
- 1 يناير – خوان كارلوس ألمادا لاعب كرة قدم أرجنتيني.
- 26 يناير – أوسكار روجيري مدرب، ولاعب كرة قدم أرجنتيني.[1]

### فبراير
- 8 فبراير – كارلوس كاستيلان لاعب كرة مضرب أرجنتيني.
- 23 فبراير – بيدرو مونزون مدرب، ولاعب كرة قدم أرجنتيني.[2]
- 27 فبراير – مارسيلو ألفاريز[3][3]

### مارس
- 13 أكتوبر – مارسيلو إنغارامو لاعب كرة مضرب أرجنتيني.
- 26 مارس – لويس أبراموفيتش لاعب كرة قدم أرجنتيني.[4]
- 27 فبراير – مارسيلو ألفاريز[3][3]

### أبريل
- 26 أبريل – هيكتور انريكي لاعب كرة قدم أرجنتيني.[5]
- 27 أبريل – آنخل كوميسو لاعب كرة قدم أرجنتيني.[6]

### يوليو
- 29 يوليو – غويلرمو مارتينيز كاتب أرجنتيني.[7]

### سبتمبر
- 29 سبتمبر – نيستور كلوسن مدرب، ولاعب كرة قدم أرجنتيني.[8]

### أكتوبر
- 9 أكتوبر – خورخي بوروتشاجا مدرب، ولاعب كرة قدم أرجنتيني.[9]
- 12 أكتوبر – خوليو نافارو عالم فلك أرجنتيني.
- 13 أكتوبر – مارسيلو إنغارامو لاعب كرة مضرب أرجنتيني.

### نوفمبر
- 9 نوفمبر – سيرخيو باتيستا لاعب كرة قدم أرجنتيني.[10]

## وفيات

### مايو
- 12 مايو – بيدرو بابلو راميريز (مواليد 1884)

### سبتمبر
- 25 سبتمبر – ماريا روسا دي ليدا مالكيل (مواليد 1910)